# Elezioni comunali in Veneto del 1994
Il 12 giugno 1994 (con ballottaggio il 26 giugno) e il 20 novembre (con ballottaggio il 4 dicembre) in Veneto si tennero le elezioni per il rinnovo di numerosi consigli comunali
.

## Elezioni del giugno 1994
Padova
Cittadella
| Candidati e Liste          | Voti   | %       | Seggi |
| -------------------------- | ------ | ------- | ----- |
| Lucio Facco                | 2.998  | 23,32   | -     |
| Lega Nord                  | 2.868  | 22,84   | 12    |
| Carlo Svegliado            | 2.690  | 20,92   | 1     |
| Viva Cittadella            | 2.611  | 20,79   | 1     |
| Lucio Giuliano Babolin     | 2.680  | 20,84   | 1     |
| Cittadella Nuova           | 2.601  | 20,71   | 1     |
| Angelo Velo                | 1.982  | 15,41   | 1     |
| Forza Italia               | 1.959  | 15,60   | 1     |
| Graziella Menegazzo Magrin | 1.813  | 14,10   | 1     |
| Partito Popolare Italiano  | 1.871  | 14,90   | 1     |
| Massimo Pieressa           | 695    | 5,41    | -     |
| Federazione dei Verdi      | 648    | 5,16    | -     |
| Totale alle liste          | 12.558 | 100,00  | 16    |
| TOTALE                     | 12.858 | 100,00' | 20    |

Rovigo
Fratta Polesine
|                               | Tiziana Michela Virgili ✔️ Sindaco | Eterogenea         | 1 200 | 56,44 | 8  |  |  |  |  |
|                               | Labia Massimo                      | Lista Area Gov.    | 496   | 23,33 | 3  |  |  |  |  |
|                               | Gasparetto Libero                  | Progressisti Altri | 430   | 20,23 | 3  |  |  |  |  |
| Totale                        | Totale                             |                    | 2 126 | 100   | 14 |  |  |  |  |
|                               |                                    |                    |       |       |    |  |  |  |  |
| Fonte: Ministero dell'interno |                                    |                    |       |       |    |  |  |  |  |

Rovigo
| Candidati e Liste                    | Voti   | %      | Seggi |
| ------------------------------------ | ------ | ------ | ----- |
| Fabio Baratella                      | 9.690  | 28,24  | -     |
| Per Rovigo                           | 4.214  | 13,49  | 9     |
| Partito della Rifondazione Comunista | 3.001  | 9,60   | 7     |
| Città Futura                         | 1.275  | 4,08   | 3     |
| Paolo Bellini                        | 8.316  | 24,24  | 1     |
| Forza Italia - Alleanza Nazionale    | 7.970  | 25,51  | 6     |
| Carlo Vallin                         | 8.097  | 23,60  | 1     |
| Partito Popolare Italiano            | 4.239  | 13,57  | 3     |
| Azione Comune                        | 2.027  | 6,49   | 3     |
| Lista Giovane                        | 688    | 2,20   | 1     |
| Giuseppe Sanzio Osti                 | 4.278  | 12,47  | 1     |
| Insieme                              | 3.948  | 12,64  | 2     |
| Gabriele Della Gatta                 | 3.928  | 11,45  | 1     |
| Lega Nord                            | 3.884  | 12,43  | 2     |
| Totale alle liste                    | 31.246 | 100,00 | 37    |
| TOTALE                               | 34.309 | 100,00 | 40    |

Verona
Verona
| Candidati e Liste                    | Voti    | %      | Seggi |
| ------------------------------------ | ------- | ------ | ----- |
| Michela Sironi                       | 50.314  | 29,50  | -     |
| Forza Italia - CCD                   | 45.235  | 28,59  | 14    |
| Alleanza Verde                       | 1.097   | 0,69   | -     |
| Partito della Legge Naturale         | 494     | 0,31   | -     |
| Dario Donella                        | 38.610  | 22,64  | 1     |
| Partito Democratico della Sinistra   | 16.157  | 10,21  | 4     |
| Partito della Rifondazione Comunista | 6.640   | 4,20   | 2     |
| Federazione dei Verdi                | 5.434   | 3,43   | 1     |
| Alleanza per Verona                  | 4.245   | 2,68   | 1     |
| Giovanni Maccagnani                  | 29.461  | 17,27  | 1     |
| Lega Nord                            | 28.261  | 17,86  | 8     |
| Massimo Galli Righi                  | 16.242  | 9,52   | 1     |
| Alleanza Nazionale                   | 15.565  | 9,84   | 4     |
| Elmo Padovani                        | 5.647   | 3,31   | 1     |
| Patto Segni                          | 5.315   | 3,36   | -     |
| Massimo Pier Giuseppe Guerra         | 4.553   | 2,67   | 1     |
| Lega Autonomia Veneta                | 4.308   | 2,72   | -     |
| Antonio Barzon                       | 1.107   | 0,65   | -     |
| Liga Repubblica Veneta               | 1.034   | 0,65   | -     |
| Totale alle liste                    | 158.258 | 100,00 | 40    |
| TOTALE                               | 170.563 | 100,00 | 46    |

San Giovanni Lupatoto
| Candidati e Liste                               | Voti   | %      | Seggi |
| ----------------------------------------------- | ------ | ------ | ----- |
| Severino Betti                                  | 3.514  | 24,60  | -     |
| Lega Nord                                       | 3.355  | 24,26  | 12    |
| Luciano Novarini                                | 3.506  | 24,55  | 1     |
| Forza Italia                                    | 3.473  | 25,11  | 2     |
| Fabrizio Zerman                                 | 1.870  | 13,09  | 1     |
| Lista per San Giovanni Lupatoto                 | 930    | 6,72   | 1     |
| Lista Civica Raldon                             | 810    | 5,86   | -     |
| Loreta Ferramosca                               | 1.498  | 10,49  | 1     |
| Partito Popolare Italiano-Federazione dei Verdi | 1.473  | 10,65  | -     |
| Alberto Giuliani                                | 1.210  | 8,47   | 1     |
| Progressisti                                    | 701    | 5,07   | -     |
| Paolo Pasqualini                                | 981    | 6,87   | 1     |
| Paese Nuovo                                     | 980    | 7,09   | -     |
| Marco Ballini                                   | 757    | 5,30   | -     |
| Alleanza Nazionale                              | 701    | 5,07   | -     |
| Giuseppe Stoppato                               | 651    | 4,56   | -     |
| Rifondazione Comunista                          | 628    | 4,54   | -     |
| Giovanni Zecchinato                             | 295    | 2,07   | -     |
| Lega Autonomia Veneta                           | 280    | 2,02   | -     |
| Totale alle liste                               | 13.830 | 100,00 | 15    |
| TOTALE                                          | 14.282 | 100,00 | 20    |

## Elezioni del novembre 1994
Venezia
Martellago
| Candidati e Liste                         | Voti   | %      | Seggi |
| ----------------------------------------- | ------ | ------ | ----- |
| Marco Stradiotto                          | 6.734  | 53,85  | -     |
| Partito Popolare Italiano                 | 1.754  | 17,06  | 4     |
| Impegno Comune                            | 1.579  | 15,35  | 4     |
| Lega Nord                                 | 1.398  | 13,59  | 3     |
| Lega Autonomia Veneta                     | 551    | 5,36   | 1     |
| Loredana Terrida Miotello                 | 3.029  | 24,22  | 1     |
| Partito Democratico della Sinistra        | 1.436  | 13,96  | 2     |
| Insieme per Martellago                    | 1.122  | 10,91  | 1     |
| Ivan Zorzetto                             | 1.422  | 11,37  | 1     |
| Forza Italia-Centro Cristiano Democratico | 909    | 8,84   | 1     |
| Patto Segni                               | 363    | 3,53   | -     |
| Luigi Livan                               | 668    | 5,34   | 1     |
| Alleanza Nazionale                        | 618    | 6,01   | -     |
| Vincenzo Ugliano                          | 652    | 5,21   | 1     |
| Sinistra di Progresso                     | 554    | 5,39   | -     |
| Totale alle liste                         | 10.284 | 100,00 | 16    |
| TOTALE                                    | 12.505 | 100,00 | 20    |

Mirano
| Candidati e Liste                  | Voti   | %      | Seggi |
| ---------------------------------- | ------ | ------ | ----- |
| Franco Marchiori                   | 8.857  | 49,91  | -     |
| Partito Democratico della Sinistra | 2.712  | 18,75  | 5     |
| Progetto per Mirano                | 1.461  | 10,10  | 2     |
| Rifondazione Comunista             | 1.166  | 8,06   | 2     |
| Federazione dei Verdi              | 981    | 6,78   | 1     |
| Agostino Michieletto               | 4.489  | 25,30  | 1     |
| Partito Popolare Italiano          | 2.285  | 15,79  | 3     |
| Lega Nord                          | 1.046  | 7,23   | 1     |
| Centro Cristiano Democratico       | 501    | 3,46   | -     |
| Lega Autonomia Veneta              | 419    | 2,90   | -     |
| Augusto Gabrielli                  | 1.792  | 10,10  | 1     |
| Il Municipio                       | 1.516  | 10,48  | 1     |
| Massimo Coin                       | 1.758  | 9,91   | 1     |
| Forza Italia                       | 1.642  | 11,35  | 1     |
| Armando Marzaro                    | 849    | 4,78   | 1     |
| Alleanza Nazionale                 | 738    | 5,10   | -     |
| Totale alle liste                  | 14.467 | 100,00 | 16    |
| TOTALE                             | 17.745 | 100,00 | 20    |

San Donà di Piave
| Candidati e Liste                  | Voti   | %      | Seggi |
| ---------------------------------- | ------ | ------ | ----- |
| Gianfranco Marcon                  | 6.404  | 27,75  | -     |
| Lega Nord                          | 2.952  | 13,89  | 9     |
| Forza Italia                       | 2.841  | 13,37  | 9     |
| Mario Pettoello                    | 6.937  | 30,06  | 1     |
| Partito Popolare Italiano          | 2.866  | 13,48  | 3     |
| Partito Democratico della Sinistra | 2.696  | 12,68  | 2     |
| Alleanza di Progresso              | 761    | 3,58   | -     |
| Ennio Mazzon                       | 3.495  | 15,15  | 1     |
| Alleanza Nazionale                 | 3.101  | 14,59  | 2     |
| Massimiliano Orlando               | 3.146  | 13,63  | 1     |
| Tutti per San Donà                 | 3.058  | 14,39  | 1     |
| Giansilvio Contarin                | 2.071  | 8,98   | 1     |
| Centro Cristiano Democratico       | 2.042  | 9,61   | -     |
| Ettore Caregnato                   | 675    | 2,93   | -     |
| Rifondazione Comunista             | 632    | 2,97   | -     |
| Mario Pasini                       | 343    | 1,50   | -     |
| Lista per i Diritti Sociali        | 306    | 1,44   | -     |
| Totale alle liste                  | 21.255 | 100,00 | 26    |
| TOTALE                             | 23.074 | 100,00 | 30    |

Padova
Albignasego
| Candidati e Liste                  | Voti   | %      | Seggi |
| ---------------------------------- | ------ | ------ | ----- |
| Vittorio De Filippi                | 5.824  | 46,57  | -     |
| Partito Popolare Italiano          | 2.665  | 23,83  | 7     |
| Partito Democratico della Sinistra | 1.597  | 14,28  | 4     |
| Federazione dei Verdi              | 664    | 5,94   | 1     |
| Graziella Meneghetti Pizzo         | 2.251  | 18,00  | 1     |
| Lega Nord                          | 1.097  | 9,81   | 2     |
| Albignasego Indipendente           | 518    | 4,63   | -     |
| Patto Segni                        | 387    | 3,46   | -     |
| Argenziano Lanzillotta             | 2.195  | 17,55  | 1     |
| Il Buon Governo                    | 2.128  | 19,03  | 2     |
| Carlo Guglielmo                    | 1.120  | 8,96   | 1     |
| Insieme per Albignasego            | 1.077  | 9,63   | -     |
| Luigia Fasolo Rossaro              | 1.116  | 8,92   | 1     |
| Uniti per Cambiare                 | 1.051  | 9,40   | -     |
| Totale alle liste                  | 11.184 | 100,00 | 16    |
| TOTALE                             | 12.506 | 100,00 | 20    |

Treviso
Treviso
| Candidati e Liste                    | Voti   | %      | Seggi |
| ------------------------------------ | ------ | ------ | ----- |
| Giancarlo Gentilini                  | 12.652 | 22,97  | -     |
| Lega Nord                            | 8.103  | 17,15  | 20    |
| Coordinamento per Treviso            | 1.841  | 3,90   | 4     |
| Aldo Tognana                         | 16.485 | 29,93  | 1     |
| Partito Democratico della Sinistra   | 7.744  | 16,39  | 4     |
| Partito Popolare Italiano            | 7.012  | 14,84  | 3     |
| Stefano Cerniato                     | 8.777  | 15,94  | 1     |
| Forza Italia                         | 6.503  | 13,77  | 2     |
| Liga Nathion Veneta                  | 694    | 1,47   | -     |
| Aldo Di Pasquale                     | 5.933  | 10,77  | 1     |
| Alleanza Nazionale                   | 5.326  | 11,28  | 1     |
| Antonio Mazzarolli                   | 5.063  | 9,19   | 1     |
| Ritrovare Treviso                    | 4.666  | 9,88   | 1     |
| Zeno Giuliato                        | 3.716  | 6,75   | 1     |
| Partito della Rifondazione Comunista | 3.306  | 7,00   | -     |
| Daniele Zanini                       | 1.276  | 2,32   | -     |
| Presenze                             | 1.102  | 2,33   | -     |
| Luigi Dalla Rosa                     | 1.170  | 2,12   | -     |
| Lega Autonomia Veneta                | 939    | 1,99   | -     |
| Totale alle liste                    | 47.236 | 100,00 | 35    |
| TOTALE                               | 55.072 | 100,00 | 40    |

Verona
San Bonifacio
| Candidati e Liste                         | Voti   | %      | Seggi |
| ----------------------------------------- | ------ | ------ | ----- |
| Silvano Polo                              | 2.050  | 18,93  | -     |
| Lega Nord                                 | 1.811  | 17,86  | 8     |
| Mario Longo                               | 3.435  | 31,71  | 1     |
| Partito Popolare Italiano                 | 908    | 8,96   | 1     |
| Uniti per Cambiare                        | 824    | 8,13   | 1     |
| Lista Civica Prova                        | 621    | 6,12   | 1     |
| Lobia San Bonifacio                       | 389    | 3,84   | -     |
| Città Nostra                              | 366    | 3,61   | -     |
| Lega Autonomia Veneta                     | 100    | 0,99   | -     |
| Gianni Luciano Storari                    | 1.520  | 14,03  | 1     |
| Insieme per San Bonifacio                 | 1.481  | 14,61  | 1     |
| Mariano Dalla Valle                       | 1.230  | 11,36  | 1     |
| Forza Italia-Centro Cristiano Democratico | 1.285  | 12,67  | 2     |
| Marcello Gottin                           | 1.061  | 9,80   | 1     |
| Movimento San Bonifacio                   | 951    | 9,38   | 3     |
| Lorenzo Dani                              | 801    | 7,40   | 1     |
| Città Solidale                            | 687    | 6,78   | -     |
| Andrea Zanuso                             | 395    | 3,65   | -     |
| Federazione dei Verdi                     | 396    | 3,91   | -     |
| Carlo Farina                              | 339    | 3,13   | -     |
| Alleanza Nazionale                        | 320    | 3,16   | -     |
| Totale alle liste                         | 10.139 | 100,00 | 15    |
| TOTALE                                    | 10.831 | 100,00 | 20    |